# The Operation M.D.
The Operation M.D. (oficjalnie The Operation) – kanadyjski punkrockowy zespół stworzony przez Dr. Dynamite (Cone z Sum 41) i Dr. Rocco (Todd Morse z H2O i The Offspring). Pierwszy album grupy We Have an Emergency został wydany w lutym 2007, drugi – Bird + Bee Stings – w czerwcu 2010.

## Członkowie grupy
Oficjalni członkowie
- Todd Morse (Dr. Rocco) – wokal, gitara, keyboards
- Cone McCaslin (Dr. Dynamite) – bas, gitara, wokal, keyboards

Inni członkowie
- Dr. Dinero (Steve Jocz z Sum 41) – perkusja (koncerty, pierwszy i drugi album)
- Dr. London (Adam Blake z H2O) – gitara (koncerty)
- Dr. Space (Matt Brann) – perkusja (koncerty i pierwszy album)
- Dr. Wo (Jason Womack z Juliette and the Licks i Petty Cash) – gitara (koncerty)
- Dr. Simpson (Todd Friend z H2O) – perkusja (koncerty)
- Dr. Trew (John-Angus MacDonald z The Trews) – gitara, dodatkowy wokal (koncerty)
- Dr. Sauce (Ian D’Sa z Billy Talent) – gitara, dodatkowy wokal (koncerty i drugi album)
- Dr. Jack (Deryck Whibley z Sum 41) – gitara (koncerty), keyboards (drugi album)

## Dyskografia

### Albumy studyjne
- 2007: We Have an Emergency – Aquarius Records
- 2010: Birds + Bee Stings – Mouth To Mouth Music

### Single
- 2014: Shake Your Cage
- 2015: Like Everyone Else
- 2017: Little Miss Takes
- 2019: No Walk Zone

### Inne
- 2010: w ramach Song for Africa - Rwanda: Rises Up! – Utwór We Stand

## Teledyski
- "Sayonara" – producentem był Steve Jocz z Sum 41.
- "Someone Like You" – producentem był Steve Jocz z Sum 41.